# Vilayet d'Herzégovine

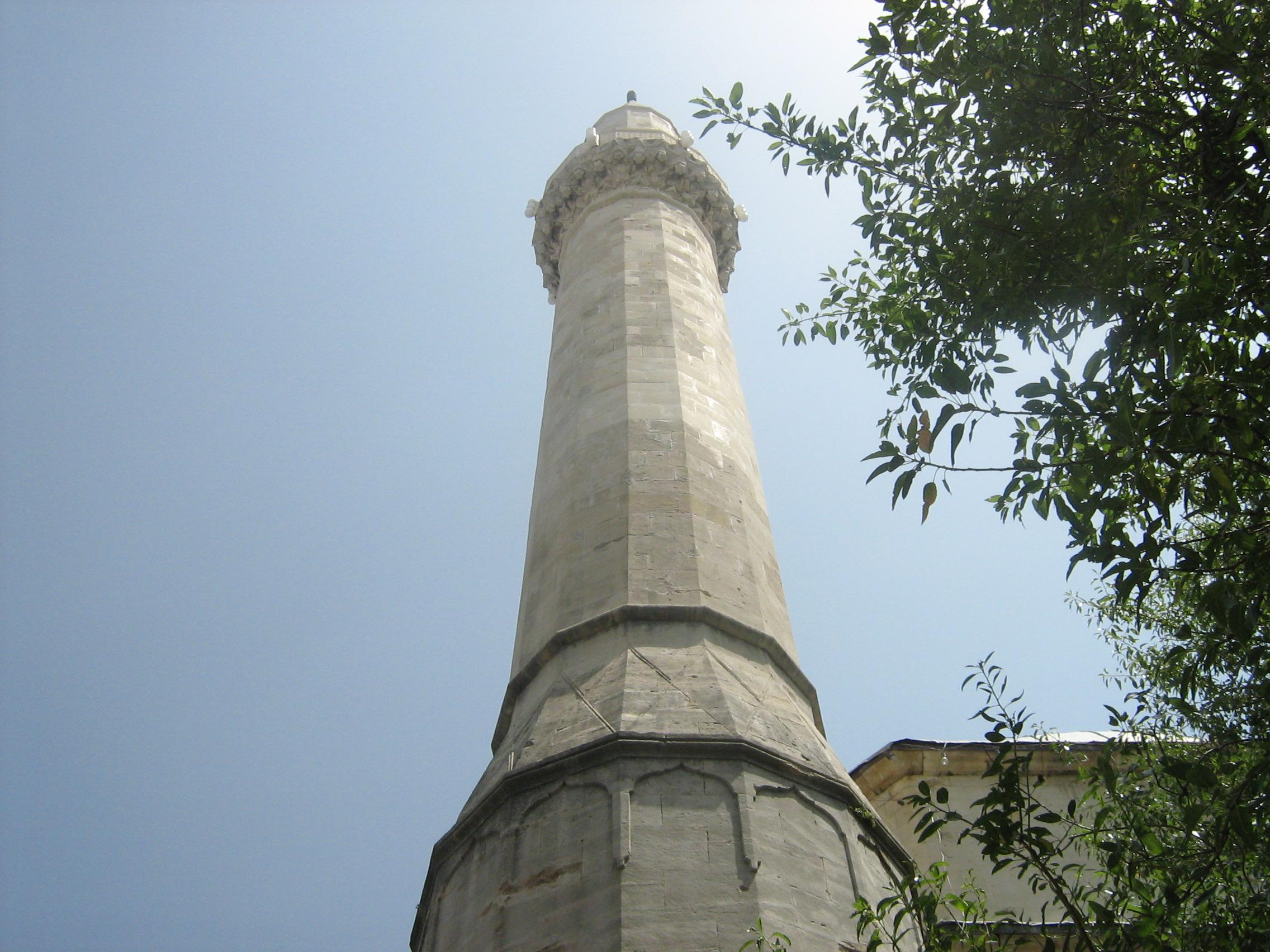
Mosquée de Hadži Kurt à Mostar, fin - début XVII

Le vilayet d'Herzégovine est un vilayet (province) de l'Empire ottoman qui a existé de 1875 à 1877. Il est créé par le grand vizir Mahmoud Nedim Pacha à partir de régions dépendant du vilayet de Bosnie. D'une superficie de 14 800 km², son territoire est constitué pour une large de l'ancien eyalet d'Herzégovine, subdivision ayant existé entre 1833 et 1851. Il comprend deux sandjaks distincts :
1. Sandjak de Mostar
2. Sandjak de Gacko

En 1877, il est réincorporé au vilayet de Bosnie et, à la suite de la crise d'Orient, est administré par la double monarchie mais demeure sous suzeraineté ottomane jusqu'à son annexion par l'Autriche-Hongrie en 1908.

### Sources et bibliographie
- (en) Cet article est partiellement ou en totalité issu de l’article de Wikipédia en anglais intitulé « Short-lived Ottoman provinces » (voir la liste des auteurs) dans sa version du 29 septembre 2016.